# Del Bufalo
La famiglia Del Bufalo è stata una famiglia nobile italiana. 

## Storia
Originaria di Pistoia e stabilitasi a Roma durante il XIV secolo, la famiglia prese il cognome da Giovanni di Cencio dei Cancellieri di Roma, detto "Bufalo", vissuto nello stesso periodo e residente nel rione Colonna. I loro membri, dal XV secolo, quando comparivano tra i protagonisti nel mercato dell'allevamento di bestiame a Roma, al 1860, ricoprirono numerose volte la carica di Conservatore di Roma. Nel 1606 ebbero dal granduca di Toscana Ferdinando I de' Medici il feudo di Fighine di Chiusi, che venne eretto in marchesato a favore di Angelo del Bufalo-Cancellieri, che tennero fino all'abolizione dei feudi granducali.
Loro era il palazzo che dà su piazza Colonna, ora Ferrajoli, e quello in Largo del Nazareno, dove è ancora presente una fontana con il loro stemma del bucranio di bufalo.

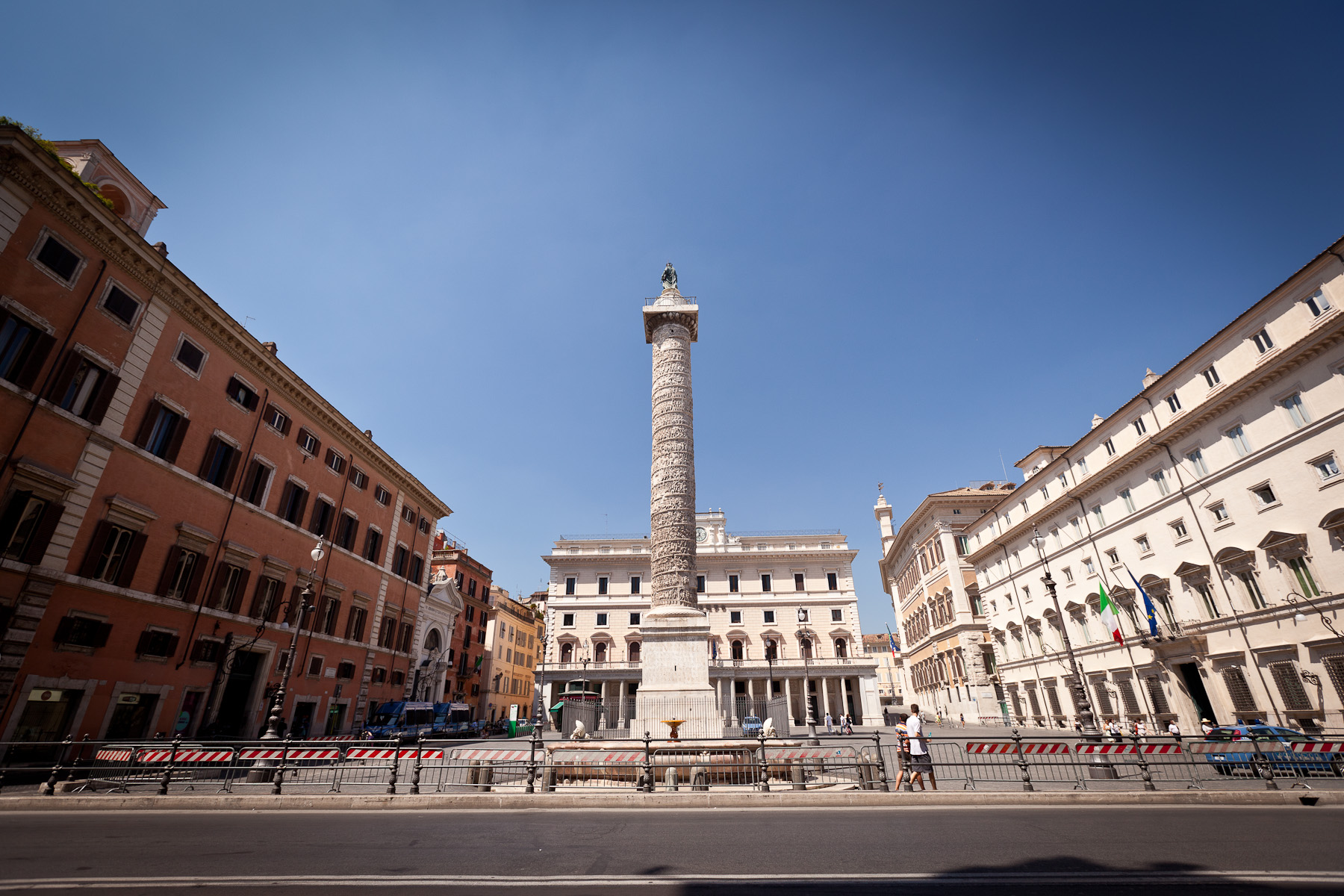
Piazza Colonna, Roma.
Sulla sinistra è visibile il Palazzo Ferrajoli, già Del Bufalo.

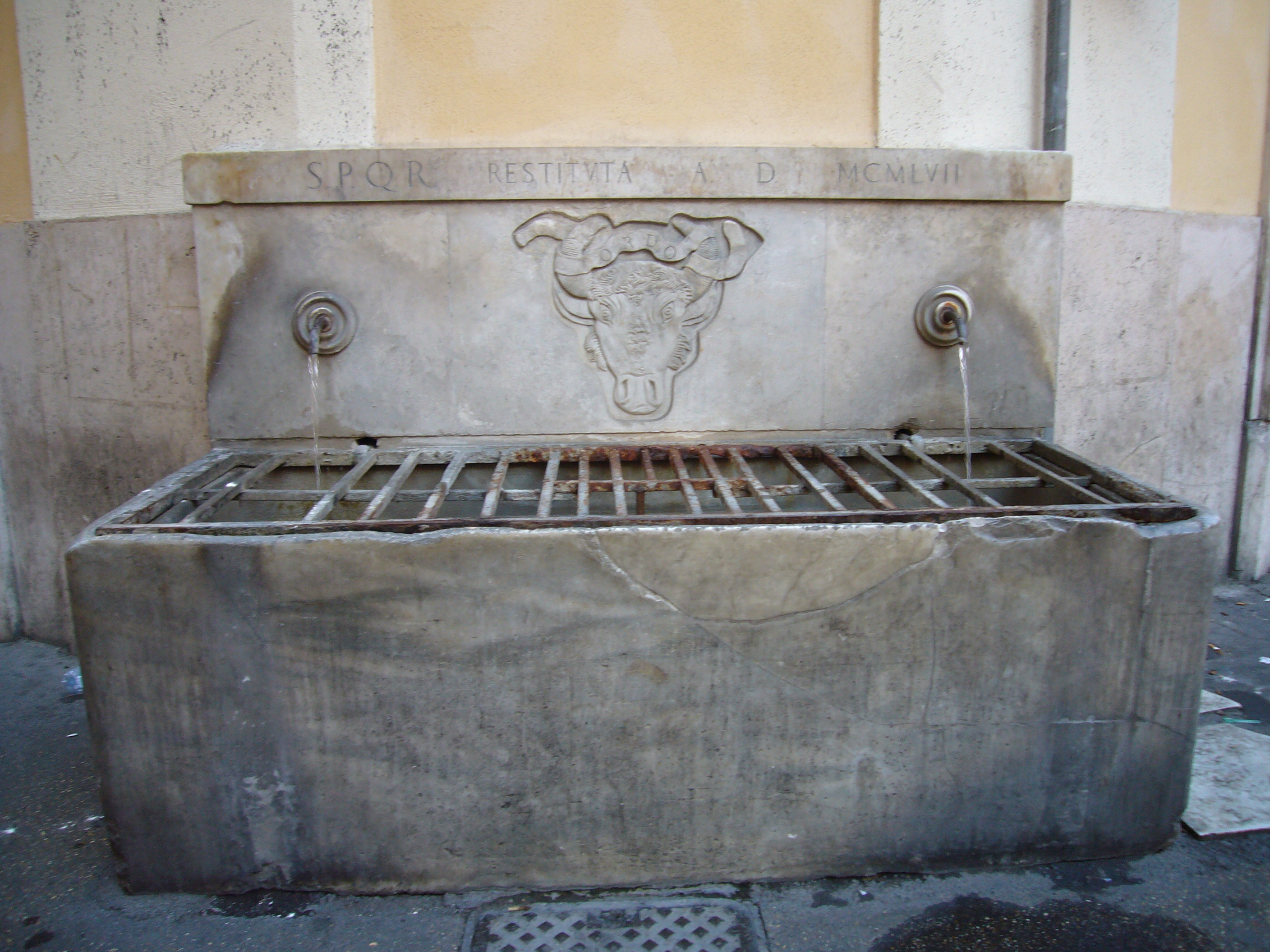
la fontana Del Bufalo a Largo del Nazareno

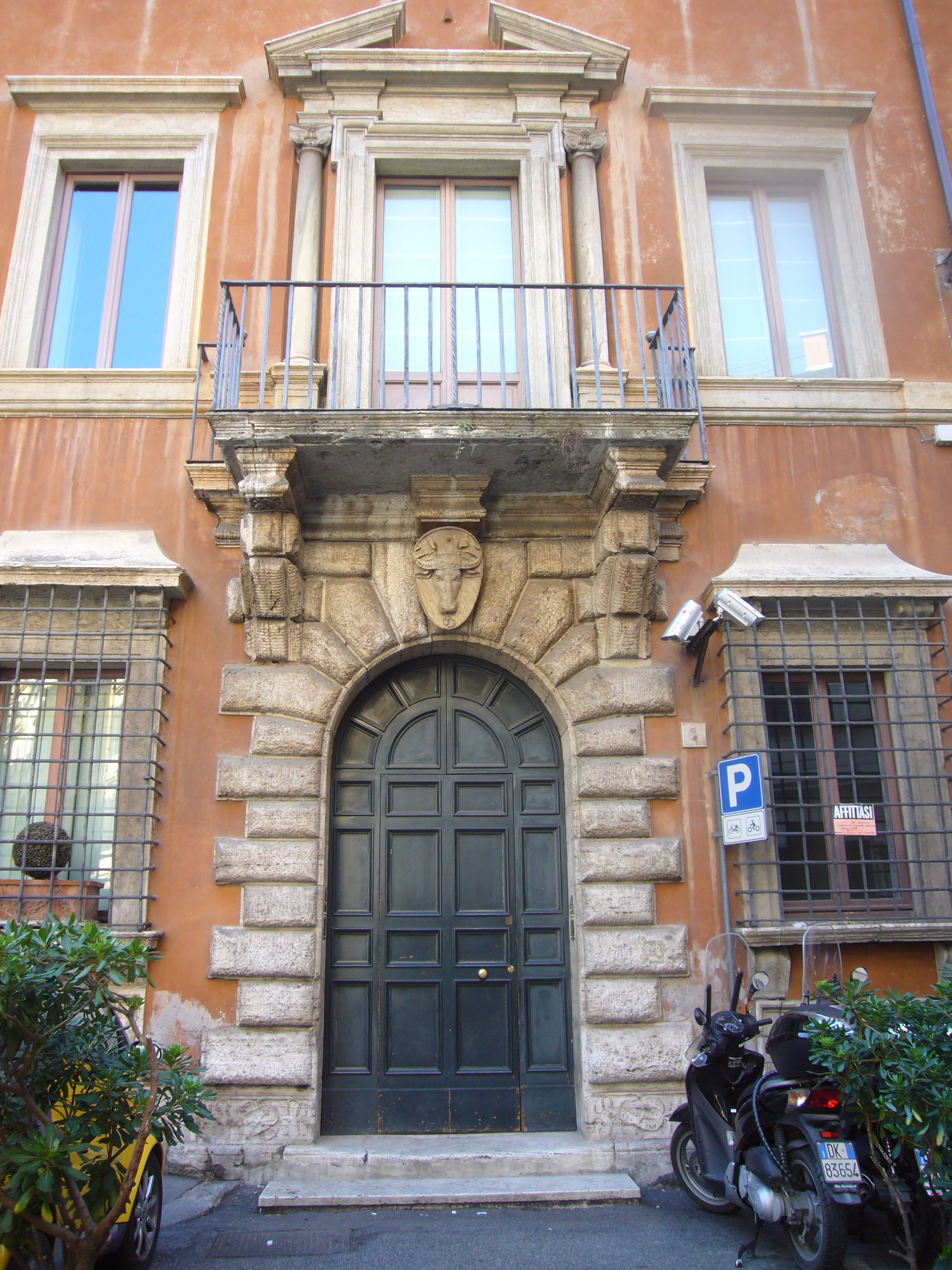
palazzo Del Bufalo al Nazareno

Il ramo della famiglia rappresentato dal marchese Ottavio, unendosi nel 1633 con Romobera Della Valle, ultima erede di quella famiglia, ne assunse per matrimonio il cognome acquisendone il patrimonio, incluso il palazzo omonimo, noto per la sua famosa collezione di marmi antichi tra le più preziose del Rinascimento, prospiciente sull'attuale Corso Vittorio Emanuele e nei pressi della basilica di Sant'Andrea della Valle, già parte della Via Papalis, che cedettero alla fine dell'Ottocento.
L'ultima erede di questa famiglia, Margherita (1850-1933), sposò Francesco Rivera, barone di Vittorito.
Tra le personalità più note della famiglia si ricordano il cardinale Innocenzo e San Gaspare del Bufalo.